# Jon Lovitz
Jonathan Michael „Jon“ Lovitz (* 21. července 1957 Tarzana, Los Angeles, Kalifornie) je americký herec, komik a zpěvák.

## Život
Jon Lovitz studoval herectví a divadlo na Kalifornské univerzitě v Irvine, kde se připojil ke komediální skupině The Groundlings. V letech 1985–1990 účinkoval v televizním pořadu Saturday Night Live, za což byl v letech 1986 a 1987 nominován na cenu Emmy.
V polovině 80. let začal Lovitz hrát ve filmových komediích. Hrál po boku Dana Aykroyda a Kim Basingerové ve filmu Krásná mimozemšťanka (1988) a po boku Jamese Belushiho ve filmu Pan Osud (1990). Hrál vedlejší roli ve filmu Nabitá zbraň 1 (1993) a po boku Tii Carrereové hrál ve filmu Bláznivá škola (1996). Lovitz se rovněž představil ve filmu Todda Solondze Štěstí (1998), kde ztvárnil depresivní a hluboce neurotickou postavu, či ve snímku Apokalypsa (2006).
V animovaném seriálu Kritik propůjčil Lovitz svůj hlas hlavní postavě Jaye Shermana, který byl podle něj také vizuálně vytvořen. Seriál se vysílal v letech 1994–1995, dalších 10 dílů vzniklo v letech 2000–2001. Lovitz se také objevil ve Springfieldu jako Jay Sherman v seriálu Simpsonovi.
V letech 1998–1999 hrál v televizním seriálu NewsRadio, dále se objevil i v seriálech Las Vegas: Kasino a Mr. Box Office. Kromě toho hostoval v několika televizních sitkomech, jde například o seriály Přátelé, Dva a půl chlapa, Show Jerryho Seinfelda a Ženatý se závazky.
Lovitz vystupoval také jako stand-up komik a na Broadwayi.